# (413666) 2005 VJ119
(413666) 2005 VJ119, também escrito como (413666) 2005 VJ119, é um corpo celeste que é classificado como um centauro, numa classificação estendida de centauros. O mesmo possui uma magnitude absoluta de 10,7 e tem um diâmetro com cerca de 28 km.

## Descoberta
(413666) 2005 VJ119 foi descoberto no dia 7 de novembro de 2005 pelo astrônomo F. Bernardi.

## Órbita
A órbita de (413666) 2005 VJ119 tem uma excentricidade de 0,516 e possui um semieixo maior de 35,418 UA. O seu periélio leva o mesmo a uma distância de 11,269 UA em relação ao Sol e seu afélio a 59,568 UA.